# John Morra
John Morra (* 25. Mai 1989) ist ein kanadischer Poolbillardspieler.

## Karriere
Ende 2004 gewann Morra, Sohn des Snooker- und Poolbillardspielers Mario Morra, zwei Turniere der Canadian 10K Tour, 2005 wurde er Zweiter bei einem Turnier der Joss Northeast Tour.
2006 erreichte er beim Derby City Classic den 25. Platz im 9-Ball, 2007 belegte er den 17. Platz im 9-Ball und den 18. Platz im Bank Pool.
Im Februar 2007 erreichte Morra bei den BCA Open den 13. Platz. Beim World Summit of Pool wurde er Neunter, bei den US Open kam er auf den 17. Platz. Bei der 9-Ball-Weltmeisterschaft schied er sieglos in der Vorrunde aus. Zudem gewann er 2007 drei Turniere der Canadian 9-Ball Tour, ein Turnier der Canadian 30K Tour und wurde bei der Joss Northeast Tour zweimal Zweiter.
2008 wurde Morra Dritter bei der US Bar Table Championship im 9-Ball und Neunter bei der Super Billiards Expo.
Beim Derby City Classic 2009 wurde er Neunter im 9-Ball, beim World Summit of Pool wurde er Siebter und beim US 10-Ball Invitational belegte er den 14. Platz.
Im April 2010 erreichte Morra bei der 8-Ball-WM das Sechzehntelfinale, beim World Pool Masters unterlag er im Viertelfinale dem späteren Sieger Dennis Orcollo, bei der 9-Ball-WM schied er im Juli in der Runde der letzten 64 gegen den späteren Vize-Weltmeister Kuo Po-cheng mit 9:11 aus. Im September wurde er Neunter bei der Predator International Championship.
2011 gewann Morra die US Bar Table Championship 2011 im 8-Ball, wurde Zweiter im 10-Ball und schied sieglos in der Vorrunde der 9-Ball-WM aus.
Im Januar 2012 gewann Morra das Derby City Classic im Bank Pool und wurde hinter Shane van Boening Zweiter in der Master-of-the-Table-Wertung. Im April wurde er Dritter bei der West Coast Challenge, bei den US Open im 10-Ball wurde er Neunter.
Im Juni erreichte er das Sechzehntelfinale der 9-Ball-WM und unterlag dort dem späteren Vize-Weltmeister Li Hewen mit 8:11. Beim Southern Classic 2012 wurde er Fünfter im 9-Ball.
Im März 2013 wurde Morra Fünfter im 9-Ball bei den US Bar Box Championship, im Juli gewann er die Canadian Cue Sports Championship im 9-Ball sowie im 10-Ball und wurde Neunter bei den US Open im 10-Ball.
Bei der 9-Ball-WM erreichte er das Sechzehntelfinale, das er jedoch gegen Dennis Orcollo verlor.
Bei den All Japan Open 2013 schied er im Achtelfinale mit 10:11 gegen Mika Immonen aus.
Beim Derby City Classic 2014 verlor Morra das 9-Ball-Finale gegen Shane van Boening und wurde Fünfter in der 10-Ball-Challenge. Bei der US Bar Box Championship wurde er Fünfter im 10-Ball, die Canadian Cue Sports Championship gewann er im 8-Ball.
Bei den China Open 2014 schied Morra im Achtelfinale gegen Jeffrey Ignacio aus. Bei der 9-Ball-WM schied Morra sieglos in der Vorrunde aus.
Im September 2014 wurde er gemeinsam mit Thorsten Hohmann Zweiter bei der Manny Pacquiao Cup 10-Ball Doubles Championships, im Oktober erreichte er bei den US Open den 17. Platz.
Im Januar 2015 gelang es ihm beim Turning Stone Casino Classic ins Finale einzuziehen, das er jedoch mit 11:13 gegen Jayson Shaw verlor. Einen Monat später schied er bei der 10-Ball-WM in der Runde der letzten 64 aus. Im März gewann er die Canadian Championship im 8-Ball, 9-Ball und im 10-Ball. Bei den China Open 2015 erreichte er das Finale und unterlag dort dem Österreicher Albin Ouschan. Im August nahm er zum zweiten Mal am World Pool Masters teil und verlor im Achtelfinale gegen Shane van Boening, den späteren Sieger des Turniers. Im September 2015 schaffte er es ins Viertelfinale der 9-Ball-WM und unterlag dort dem späteren Weltmeister Ko Pin-yi.
Morra nahm bislang fünfmal am World Cup of Pool teil.
2010 und 2011 bildete er mit Jason Klatt das kanadische Team das 2011 das Achtelfinale erreichte, 2012, 2013 und 2014 bildete er mit Alex Pagulayan das Doppel und erreichte 2012 und 2014 das Achtelfinale.
2012 war Morra Teil der kanadischen Mannschaft, die bei der Team-WM das Viertelfinale erreichte.